# チテルナ
チテルナ（伊: Citerna）は、イタリア共和国ウンブリア州ペルージャ県にある、人口約3,400人の基礎自治体（コムーネ）。

## 地理

### 位置・広がり

#### 隣接コムーネ
隣接するコムーネは以下の通り。括弧内のARはアレッツォ県所属を示す。
- アンギアーリ (AR)
- チッタ・ディ・カステッロ
- モンテルキ (AR)
- サン・ジュスティーノ
- サンセポルクロ (AR)

### 気候分類・地震分類
チテルナにおけるイタリアの気候分類 (it) および度日は、zona E, 2277 GGである。
また、イタリアの地震リスク階級 (it) では、zona 2 (sismicità media) に分類される。

## 行政

### 分離集落
チテルナには、以下の分離集落（フラツィオーネ）がある。
- Fighille, Pistrino, Atena, San Romano, Pistrino di Sopra, Canciolo

## 文化・観光
「イタリアの最も美しい村」クラブ加盟コムーネである。